# 阿图尔·达科斯塔·伊·席尔瓦
阿图尔·达科斯塔·伊·席尔瓦（葡萄牙語：Artur da Costa e Silva，葡萄牙語：[aʁˈtuʁ dɐ ˈkɔstɐ i ˈsiwvɐ]；1902年10月3日—1969年12月17日），巴西军事领袖和政治家、總統(1967～1969)。
| 前任： 翁贝托·德·阿伦卡尔·卡斯特略·布朗库 | 巴西总统 | 繼任： 奧雷利奧·德·里拉 奧古斯托·拉德馬克 馬斯奧·美羅 |